# Sułtanat Lahidż
Sułtanat Lahidż (arab. سلطنة لحج  / Salṭanat Laḥij, ang. Sultanate of Lahej), znany też jako Sułtanat Abdali (arab. سلطنة العب دلي / Salṭanat al-ʿAbdalī, ang. Abdali Sultanate) – historyczne arabskie państwo w obecnym Jemenie, ze stolicą w mieście Lahidż. 
Od 1728 niezależny sułtanat rządzony przez rodzinę al Abdali, wywodzącą swój rodowód od Mahometa. W XIX w. został uzależniony przez Wielką Brytanię i w latach 1886–1963 wchodził w skład Protektoratu Adeńskiego. W 1958 Brytyjczycy obalili sułtana Ali bin Abd al Karim al Abdali, który sprzeciwiał się integracji i w 1959 przeforsowali przystąpienie sułtanatu do Federacji Arabskich Emiratów Południa. W 1962 sułtanat wszedł w skład Federacji Arabii Południowej, a po utworzeniu w 1967 roku Ludowej Republiki Południowego Jemenu przestał istnieć.